# La Montaña y la Víbora
«La Montaña y la Víbora» es el octavo episodio  de la cuarta temporada de la serie de fantasía de la  HBO Juego de tronos.  El episodio fue escrito por los creadores de la serie David Benioff y D. B. Weiss y dirigido por Alex Graves. El capítulo fue emitido el 1 de junio de 2014.

## Argumento

### En el Muro
Elí (Hannah Murray) discute con una de las prostitutas de Villa Topo, y justo en ese momento el poblado es atacado por Styr (Yuri Kolokolnikov), Tormund Matagigantes (Kristofer Hivju) y más salvajes. Elí se esconde y es encontrada por Ygritte (Rose Leslie), pero la deja con vida al ver a su bebé. Las noticias del ataque llegan al Muro, y Samwell Tarly (John Bradley) se arrepiente de haber llevado a Elí a Villa Topo y se pregunta si seguirá con vida. Los hombres de la Guardia de la Noche consideran sus oportunidades contra la horda de salvajes ante el inminente ataque de Mance Rayder contra el Muro.

### En el Norte
Ramsay Nieve (Iwan Rheon) lleva a cabo su plan con Hediondo (Alfie Allen), quien tendrá que hacerse pasar por Theon Greyjoy, su antigua personalidad. Theon monta a caballo hacia Foso Cailin portando una bandera blanca, y allí es recibido por Ralf Kenning (Grahame Fox). Theon le entrega los términos de su rendición, pero Kenning los rechaza. En ese momento, uno de sus propios hombres lo mata, asumiendo el mando y aceptando el acuerdo. Sin embargo, cuando los Hombres del Hierro abren las puertas de Foso Cailin, Ramsay y su ejército los masacran y los desuellan a todos. Como recompensa por la toma de Foso Cailin, Lord Roose Bolton (Michael McElhatton) legitima a su bastardo Ramsay como un verdadero Bolton. Los Bolton, su ejército y Hediondo parten más tarde a su nuevo hogar, Invernalia.

### Al otro lado del Mar Angosto
Missandei (Nathalie Emmanuel) descubre a Gusano Gris (Jacob Anderson) observándola mientras se baña. Aunque ella al verlo se cubre, después busca el consejo de Daenerys (Emilia Clarke) y expresa su deseo de tener una relación con él. Por desgracia, los Inmaculados son convertidos en  eunucos a una edad muy temprana, por lo que una relación con alguno de ellos es prácticamente imposible. Gusano Gris habla con Missandei más tarde y le dice que no siente que le hubieran castrado, pues si no, no hubiera llegado a ser un Inmaculado, y por tanto, no habría conocido nunca a Missandei. 
Después, Ser Barristan Selmy (Ian McElhinney) recibe una carta con el sello de la Mano del Rey. Se la muestra a Ser Jorah Mormont (Iain Glen) y le explica que se trata de un indulto real para Ser Jorah firmado por Robert Baratheon en gratitud por espiar a Daenerys. Más tarde. Jorah admite haberla espiado, y Daenerys lo destierra de Meereen.

### En el Valle
Tras asesinar a Lysa Arryn, Petyr Baelish (Aidan Gillen) es interrogado por Lord Yohn Royce (Rupert Vansittart) y otros nobles del Valle de Arryn. Petyr afirma que Lysa se suicidó saltando por la Puerta de la Luna, pero ellos desconfían de él por su sangre extranjera, sus años de servicio a los Lannisters, y sus incontables burdeles en Desembarco del Rey. Lord Royce solicita hablar con Sansa (Sophie Turner), que finge ser Alayne, la sobrina de Petyr Baelish. Sansa parece derrumbarse bajo la presión del momento y revela su verdadera identidad al grupo, pero finalmente corrobora la historia de Petyr y convence a los nobles del Valle de su inocencia. Mientras Petyr acompaña al grupo a la salida del Nido de Águilas, planea que Robin Arryn (Lino Facioli) recorra el Valle. Cuando le pregunta a Sansa por qué ha mentido a los señores del Valle, ella le dice que no sabe qué habría sido de ella si le hubieran ejecutado por la muerte de Lysa, y le dice que sabe lo que él  quiere realmente. Más tarde, Petyr, Sansa y Robin abandonan el Nido de Águilas para recorrer el Valle.
Mientras tanto, Sandor "el Perro" Clegane (Rory McCann) y Arya Stark (Maisie Williams) caminan por un estrecho sendero hacia el Nido de Águilas. Cuando llegan a la Puerta de la Sangre, Donnel Waynwood (Alisdair Simpson) les informa de la muerte de Lysa Arryn. Arya, en vez de llorar la pérdida de su tía, empieza a reírse de forma histérica. 

### En Desembarco del Rey
Poco antes de que empiece el juicio por combate, Tyrion Lannister (Peter Dinklage) baraja sus posibilidades con su hermano Jaime (Nikolaj Coster-Waldau). Tyrion es llevado al exterior, y allí mantiene una breve conversación con su campeón, Oberyn Martell (Pedro Pascal), que se encuentra muy seguro de sí mismo. Ser Gregor "La Montaña" Clegane (Hafþór Júlíus Björnsson) llega poco después y da comienzo el juicio. Durante la pelea, Oberyn le exige a La Montaña que admita haber violado y matado a su hermana Elia y a sus dos hijos. Oberyn asesta múltiples golpes a La Montaña, jugando con un hombre de dimensiones mucho mayores que las suyas. Consigue que La Montaña caiga al suelo con un golpe casi letal. Entonces empieza a gritarle para que confiese, esperando que admitiese que fue Tywin Lannister (Charles Dance) quien le dio la orden. Mientras Oberyn da vueltas a su alrededor, La Montaña consigue derribarlo. Entonces, ser Gregor aprieta sus pulgares contra los ojos de Oberyn mientras confiesa haber matado a Elia y a sus hijos, y le aplasta el cráneo con sus propias manos. Tras esto, La Montaña cae al suelo rendido por sus graves heridas. Tywin se levanta y sentencia a Tyrion a muerte, culpable de regicidio.

## Producción

### Escritura
El episodio alberga contenido de tres de las novelas de George R.R. Martin: Tormenta de espadas , capítulos Daenerys V, Daenerys VI, y Tyrion X; Festín de cuervos , capítulos Alayne I y Alayne II; y Danza de dragones , capítulo Hediondo II.

## Recepción

### Audiencia
"La Montaña y la Víbora" fue visto por 7.17 millones de personas en la primera emisión.

### Crítica
El episodio recibió grandes elogios por parte de críticos y del público, siendo aclamada como el culmen del episodio la pelea entre el Príncipe Oberyn y La Montaña. En la página web Rotten Tomatoes obtuvo una puntuación del 97%, apoyada en 30 comentarios y el siguiente consenso: "Con una de las escenas más espantosas hasta la fecha, La Montaña y la Víbora ofrece una escena final tensa e inesperada por la que vale la pena esperar."
Todd VanDerWerff escribió sobre el episodio en la página web The A.V. Club  y lo puntuó con una A-, elogiando la puesta en escena de la lucha final dirigida por Alex Graves. Erik Adams, que escribió también para el A.V. Club,  lo puntuó con una A. Terri Schwartz, por su parte, escribió en Zap2it.com y afirmó: "Uno de los episodios más potentes de Juego de tronos  hasta la fecha. Es justo el tipo de episodio que se merece la muerte de Oberyn."

### Premios
El episodio fue premiado con un Emmy creativo a Mejor dirección de arte en una serie de Fantasía.